# Delphyre pusilla
Delphyre pusilla är en fjärilsart som beskrevs av Butler 1878. Delphyre pusilla ingår i släktet Delphyre och familjen björnspinnare. Inga underarter finns listade i Catalogue of Life.